# Merry Love
Merry Love는 초신성의 멤버 성제와 카라의 멤버 강지영의 듀엣 싱글로 2010년 12월 16일에 발매되었다.

## 개요
<Merry Love>는 `초신성`의 성제와 `카라 `의 강지영이 올 겨울 연인들을 위해 부른 러브송이다.
한·일 양국을 오가며 활동한 초신성과 카라가 한 해 동안 변함없는 사랑과 성원을 보내준 팬들에게 연말을 맞아 준비한 그들의 선물이기도 하다.
`Merry love`는 경쾌한 리듬의 남녀 듀엣곡으로 겨울 분위기가 물씬 풍기는 곡으로 수많은 히트곡을 낸 마이다스의 손`박근태`와 JYP 작곡가`tommy park`이 공동 작곡을 하여 곡의 완성도를 높였다.
뮤직비디오의 내용이 후에 강지영의 솔로곡 'Wanna Do' 로 이어진다.

## 수록곡
| #            | 제목                   | 작사         | 작곡               | 재생 시간 |
| ------------ | ---------------------- | ------------ | ------------------ | --------- |
| 1.           | 〈Merry Love〉         | 정병기       | tommy park, 박근태 | 3:35      |
| 2.           | 〈Merry Love (Inst.)〉 |              | tommy park, 박근태 | 3:35      |
| 총 재생 시간 | 총 재생 시간           | 총 재생 시간 | 총 재생 시간       | 7분 14초  |